# Muscina arcuata
Muscina arcuata är en tvåvingeart som beskrevs av Shinonaga 1989. Muscina arcuata ingår i släktet Muscina och familjen husflugor. Inga underarter finns listade i Catalogue of Life.